# Tityus charreyroni
Espèce
Synonymes
- Tityus trivittatus charreyroni Vellard, 1932
- Tityus thelyacanthus Mello-Leitão, 1933

Tityus charreyroni est une espèce de scorpions de la famille des Buthidae.

## Distribution
Cette espèce est endémique du Brésil. Elle se rencontre au Goiás, au Mato Grosso et au Mato Grosso do Sul.

## Systématique et taxinomie
Cette espèce a été décrite sous le protonyme Tityus trivittatus charreyroni par Vellard en 1932. Elle est élevée au rang d'espèce par Mello-Leitão en 1939.
Tityus thelyacanthus a été placée en synonymie par Lourenco en 2019.

## Étymologie
Cette espèce est nommée en l'honneur de Jacques Charreyron.

## Publication originale
- Vellard, 1932 : « Scorpions. Mission scientifique au Goyaz et au Rio Araguaya. » Mémoires de la Société Zoologique de France, vol. 29, no 6, p. 539-556.